# Weichselbach (Krenbach)
Der Weichselbach ist ein Bach in den Gemeinden Aigen-Schlägl und Rohrbach-Berg in Oberösterreich. Er ist ein Zufluss des Krenbachs.

## Geographie
Der Bach entspringt in der Gemeinde Rohrbach-Berg auf einer Höhe von 678 m ü. A. Er weist eine Länge von 1,93 km auf. In seinem letzten Abschnitt fließt er entlang der Gemeindegrenze von Rohrbach-Berg und Aigen-Schlägl. Er mündet auf einer Höhe von 538 m ü. A. rechtsseitig in den Krenbach. In seinem 1,56 km² großen Einzugsgebiet liegen die Siedlung Kollonödt und ein Teil der Ortschaft Perwolfing.
Der Jakobsweg Oberes Mühlviertel quert den Bach.

## Umwelt
Bald nach seiner Quelle fließt der Weichselbach durch einen vielschichtigen Komplex aus Brachen und Feuchtbiotopen. Hier gedeihen Behaarter Kälberkropf, Birke, Fieberklee, Mädesüß, Ohr-Weide, Rohrglanzgras, Schnabel-Segge, Torfmoos, Seegras-Segge und Wald-Simse. Im Mündungsbereich ist ein naturnaher Schilfbestand vorhanden.